# Rétrovirus endogène humain K
Le rétrovirus endogène humain K (HERV-K de l'anglais : Human endogenous retrovirus-K) ou virus humain dérivé du tératocarcinome (HDTV de l'anglais : Human teratocarcinoma-derivated virus) est une famille de rétrovirus endogènes humains associés à des tumeurs malignes des testicules,,,. HERV-K est également présent chez les singes hominidés et aussi les singes de l'Ancien Monde (cercopithèques). 
En 1999, Barbulescu et al. ont montré que, sur dix provirus HERV-K clonés, huit étaient spécifiques à l'humain, tandis qu'un était partagé avec des chimpanzés et des bonobos, et un avec des chimpanzés, des bonobos et des gorilles.
En 2015, Grow et al. ont démontré que HERV-K est transcrit pendant l'embryogenèse depuis le stade des huit cellules jusqu'à la dérivation des cellules souches. De plus, la surexpression de la protéine accessoire HERV-K Rec (régulateur d'expression codé par cORF ; Pfam PF15695) augmente les niveaux d'IFITM1 (en) à la surface des cellules et inhibe l'infection virale.